# 交通三悪
交通三悪（こうつうさんあく）とは、特に悪質・危険性の高い事故の原因となる無免許運転、飲酒運転、悪質な速度超過の3つを指す。速度超過は、スピード違反や最高速度違反などと表現されることがある。

## 概要
原付以上運転者（第1当事者）の飲酒運転や最高速度違反による事故での死亡事故率は、全体と比べると飲酒運転が7.4倍、最高速度違反では17.7倍と、安全運転義務違反を除くと、交通三悪による死亡事故の発生率が非常に高くなっている。
当局の取り締まり強化と国民の交通安全意識の向上により、ここ数年、交通三悪による悪質・危険性の高い事故の減少が続いている。